# Puig Polliversà
El Puig Polliversà és una muntanya de 89 metres que es troba al municipi de Masarac, a la comarca catalana de l'Alt Empordà.